# Tadija Dragićević
Tadija Dragićević (cyr. Тадија Драгићевић; ur. 28 stycznia 1986 w Čačaku) – serbski koszykarz, występujący na pozycji silnego skrzydłowego, obecnie zawodnik Cafés Candelas Breogán.

## Osiągnięcia
Stan na 1 marca 2019, na podstawie, o ile nie zaznaczono inaczej.
Drużynowe
- Mistrz Czarnogóry (2016)
- Wicemistrz:
  - Francji (2015)
  - Serbii (2007, 2009, 2014)
  - Niemiec (2011)
- Brąz ligi:
  - adriatyckiej (2009, 2016)
  - tureckiej (2013)
- Zdobywca pucharu:
  - Serbii (2014)
  - Serbii i Czarnogóry (2006)
  - Francji (2015)
  - Czarnogóry (2016)
  - Liderów Francji (2015)
- 4. miejsce w Lidze Adriatyckiej (2005, 2016)
- Finalista pucharu:
  - Grecji (2017)
  - Serbii (2009)
- Uczestnik rozgrywek:
  - EuroChallenge (2008/2009)
  - Ligi Mistrzów (2016/2017)

Indywidualne
- MVP Ligi Adriatyckiej (ABA – 2008)
- Zaliczony do I składu ABA (2016)
- Uczestnik meczu gwiazd Ligi Adriatyckiej (2008)
- Lider strzelców Ligi Adriatyckiej (2008, 2016)

Reprezentacja
- Mistrz Europy U–20 (2006)
- Brązowy medalista mistrzostw Europy U–20 (2005)
- Uczestnik mistrzostw Europy U–18 (2004 – 5. miejsce)